# Blokowanie (koszykówka)
Ten artykuł opisuje zagadnienie koszykarskie zgodne z normami FIBA.
Zasady w ligach NBA, NCAA lub innych mogą różnić się od tutaj przedstawionych.
Blokowanie – w koszykówce jest nielegalnym zetknięciem osobistym zawodnika z przeciwnikiem, polegające na utrudnianiu poruszania się przeciwnika.
Faulem blokowania jest np. sytuacja w której zawodnik zasłania przeciwnika oraz kontakt między nimi następuje w momencie, gdy zawodnik zasłaniający się przemieszcza, a zasłaniany przeciwnik stoi w miejscu lub przemieszcza się w kierunku przeciwnym do zasłony. Faul blokowania następuje również w sytuacji, gdy zawodnik wysuwa swoje ręce poza własny cylinder i nie chowa ich do cylindra w momencie, gdy przeciwnik chce przejść obok.
Blokowanie jest traktowane jako faul osobisty
Sędzia sygnalizuje faul blokowania poprzez położenie obu dłoni na swoich biodrach.